# Вон-буддизм
Вон-буддизм, Вонбульгё (кор. 원불교) — современное течение в буддизме Махаяны, заложенное в 1916 году в Корее мастером Сотэсаном. Одна из четырёх основных официально признаваемых государственных религий (кор. 사대종교 四大宗敎 садэ джонгё) Республики Корея наряду с корейским традиционным буддизмом (орден Чоге), католицизмом и протестантством. Вон-буддизм также может рассматриваться как новая религия. Вопрос о том, является ли вон-буддизм буддизмом или новой религией, является дискуссионным для некоторых исследователей в Корее.
Вон-буддизм является независимой общиной и имеет свою миссионерскую службу в армии Республики Корея, вместе с остальными вышеуказанными религиями. Также вон-буддизм имеет 3 высших учебных заведения в Республике Корея и в США.

## Общие сведения
Иероглиф Вон (圓) в названии вон-буддизма буквально означает «круг» и символизирует окончательную реальность подлинной Природы человека.
Объектом верования и образцом практики вон-буддизма является Истина Иль-Вон-Сан (Образа Одного Круга). Иль-Вон-Сан, Будда Дхармакая (кор. 법신불 일원상?, 法身佛 一圓相?), так же как и Будда Вайрочана  — это первоисточник всего сущего во Вселенной, печать сознания всех будд и совершенномудрых, первоначальная Природа всех живых существ.
Иль-Вон-Сан, Будду Дхармакаю, в вон-буддизме часто называют нейтральным словом Истина(진리 眞理). Круг является символическим выражением этой Истины
, а также служит коаном для пробуждения в ней.
Вон-буддизм проповедует общность всех религий.

## Вероучение
Фундаментальные положения вероучения вон-буддизма представлены схемой вероучения.

Центральное положение в вероучении вон-буддизма занимает Истина Иль-Вон-Сана.
Обозначено два пути достижения этой Истины – Врата Верования и Врата Практики.
Врата Практики представлены Трехсоставным Изучением и Восемью Пунктами.
Трёхсоставное Изучение состоит Возделывания Духа, Исследования Дел и Принципов и Выбора в Действии.
Восемь Пунктов это четыре пункта к преумножению: вера, воодушевление, вопрошание и преданность, и четыре пункта к устранению: неверие, алчность, лень и глупость.
Врата Верования представлены Четырьмя Милостями и Четырьмя Необходимостями.
Четыре Милости: Милость Неба-и-Земли, Милость Родителей, Милость Ближних, Милость Законов.
Четыре Необходимости: Взращивание собственных сил, Приоритет мудрого, Образование детей других, Преклонение перед служителями обществу.

## Основатель вон-буддизма Сотэсан
Создатель учения Сотэсан (кор. 소태산?, 少太山?), имя в дхарме Пак Чунбин (кор. 박중빈?, 朴重彬?), мирское имя Пак Чинсоп (кор. 박진섭) (1891—1943) достиг просветления 28 апреля 1916 года, и с этого дня отсчитывается история вон-буддизма. Впервые познакомившись с текстом "Алмазной сутры" по достижении просветления, Сотэсан воскликнул:
«Будда Шакьямуни воистину мудрейший из мудрецов! … Я принимаю Будду Шакьямуни за своего учителя и буду брать от него своё начало! … В будущем, открывая общину, я буду опираться на Дхарму Будды». 
Сотэсан по достижении просветления наблюдал современный мир, в котором человеческий дух, порабощённый стремительно развивающейся материальной цивилизацией, становится всё слабее и слабее. Поэтому он основал духовную общину под девизом: «С Великим Раскрытием материи свершим Великое Раскрытие духа».
Сотэсан постарался создать учение, опираясь на которое, любой человек сможет практиковать Дхарму Будды и обретать просветление без отрыва от реальной жизни, занимаясь повседневными делами. Вон-буддизм делает Дхарму Будды более практичной, и более подходящей для современного общества, чтобы как можно большее количество простых людей могли бы применять её для улучшения своей повседневной жизни. Согласно вероучению вон-буддизма, живая религия – это та религия, в которой духовные практики неотделимы от реальной жизни. Мастер Сотэсан, на вопрос одного из учеников «Что такое великий Путь?», ответил: «Великий Путь — это тот Путь, которому могут следовать все люди. Путь, которому следует лишь небольшое количество людей — это малый Путь».

## Современное состояние
Цель вон-буддизма — привести всех живых существ к жизни, свободной от боли и страданий. Вон-буддизм принимает в свою доктрину также и не противоречащие истине элементы вероучений других религий. Это позволяет вон-буддизму плодотворно работать совместно с другими религиями. Имея столь гибкое и открытое вероучение, вон-буддизм прилагает усилия для реализации замысла создания Организации Объединённых Религий (ООР), по аналогии с Организацией Объединённых Наций (ООН), поскольку предполагается, что в современном мире все проблемы по своей сути являются общемировыми, и объединение всех религий жизненно важно для создания прочного «мира во всём мире».
Вон-буддизм устанавливает в общине равенство в правах вон-буддистов мирян - упасака (кор. 우바새?, 優婆塞? убасэ или кор. 재가교도?, 在家敎徒? чэга кёдо) и монахов - бхикшу (кор. 비구?, 比丘? пигу или кор. 출가교도?, 出家敎徒? чульга кёдо), а также равенство в правах мужчин и женщин.
В вон-буддизме подчеркивается необходимость саморазвития индивида в целях самозабвенного служения на пользу общества: начиная с собственной семьи, переходя на уровень служения своему народу, а затем и всему миру. В вероучении это декларируется как акты веры в рамках совершения подношений «реальному Будде».
Отражение вон-буддизма в научной среде Республики Корея может быть описано данным текстом (является переводом словарной статьи из «Словаря по буддизму и индуизму», изданного Пусанским Университетом).

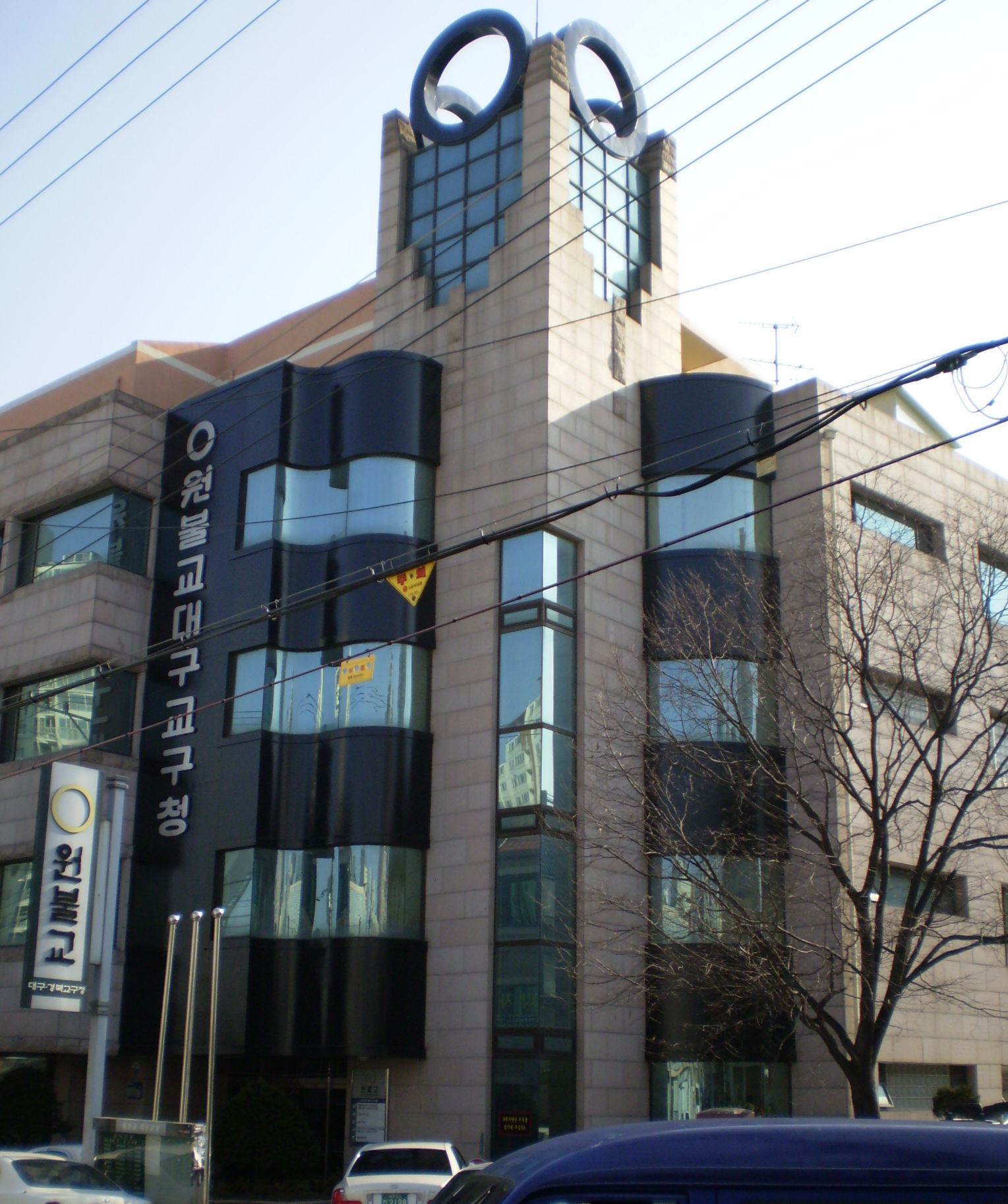
кёдан в г. Тэгу, Ю. Корея

«Фундаментальная книга вон-буддизма» (кор. 원불교 정전?, 圓佛敎 正典? Вонбульгё Чонджон) — базовое писание вон-буддизма — была впервые издана в 1943 году. До последних дней жизни Сотэсан уделял всё внимание работе над текстом «Фундаментальной книги вон-буддизма». Рукопись была сдана в типографию в марте 1943 года, а 1 июня 1943 года мастер Сотэсан скончался. 
Книга вышла в свет в августе 1943 г., спустя 2 месяца после его смерти.
На данный момент «Фундаментальная книга вон-буддизма» и другие священные книги вон-буддизма переведены на многие языки мира: английский, японский, китайский, русский, испанский, немецкий, эсперанто, и т. д.
Вон-буддийский храм называется кёдан (кор. 교당?, 敎堂?)
Центральное правление вон-буддизма находится в городе Иксан, Южная Корея. Вон-буддизм активно распространяется как в самой Корее, так и за её пределами и имеет храмы и представительства во многих странах мира.